# Cascina Pariana
La Cascina Pariana (conosciuta anche come Cascina Isolina) è una delle architetture che si trovano all'interno del Parco di Monza.
Il particolare edificio, che sorge a sud di viale Cavriga, presenta un'originale pianta esagonale, con struttura portante puntiforme e muri di tamponamento in laterizi, per quanto intonacati. La copertura del tetto è a sei falde, collegate in coppi.
L'edificio, nato come fienile, sorgeva dove già nel 1827 veniva segnalata una costruzione omonima, demolita nel 1833, per realizzare un portico con sovrastante fienile per il pascolo dei daini. Venne in seguito convertita ad abitazione; giace tuttora abbandonata, pur mantenendo un mediocre stato di conservazione.